# Càmera Demeny-Gaumont
La càmera Demeny-Gaumont va ser una de les primeres càmeres de cinema desenvolupades a la fi del segle XIX. Aquesta càmera va ser creada per Georges Demenÿ, un científic i fotògraf francès, en col·laboració amb la casa de producció de cine Gaumont, fundada per Léon Gaumont. La càmera va ser dissenyada per captar imatges en moviment i va tenir un paper clau en els inicis del cinema.

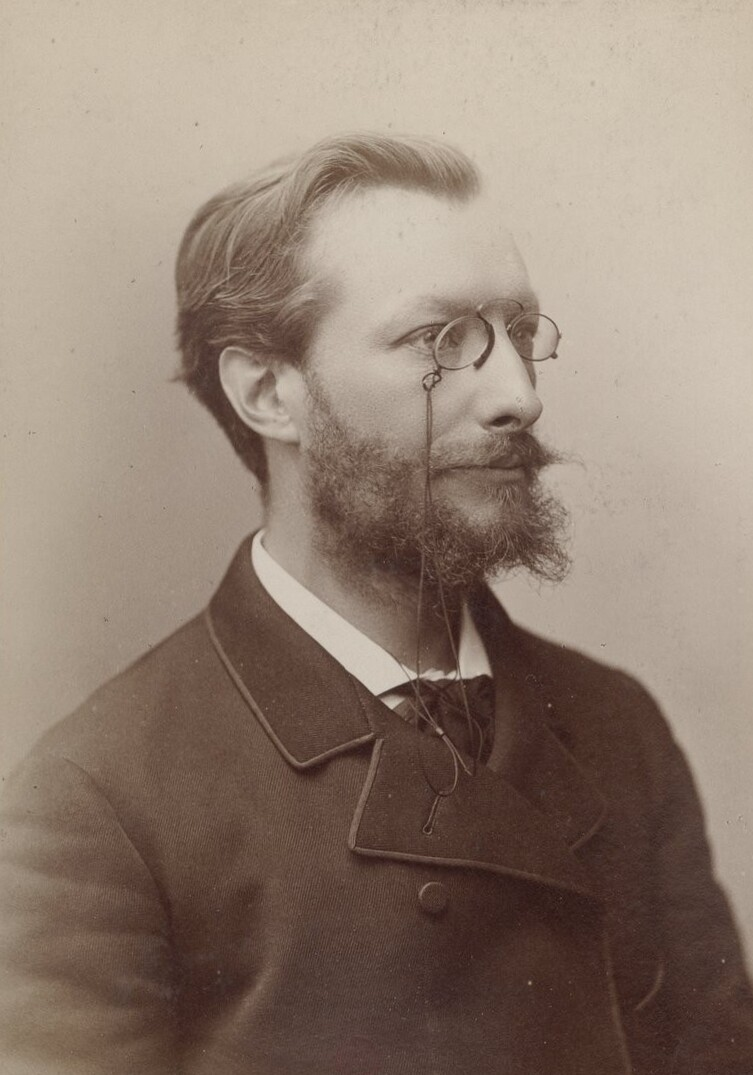
Georges Demenÿ

La càmera va ser utilitzada per Alice Guy, una de les primeres directores de cinema, per realitzar algunes de les seves primeres pel·lícules. El 1896, Guy va crear la seva primera pel·lícula, La Fée aux Choux, utilitzant aquesta càmera, tot combinant imatges en moviment amb tècniques teatrals. La càmera Demeny-Gaumont, que estava equipada per filmar a 60 mm, va permetre a Guy explorar les possibilitats del cine i innovar en la creació d'efectes visuals.
Aquesta càmera va ser pionera en el camp de la cinematografia, no només pel seu disseny sinó també per la seva capacitat de realitzar registres visuals amb una tècnica que seria el punt de partida per al desenvolupament futur del cinema com a mitjà d'expressió. Demenÿ, a més, va ser responsable de desenvolupar altres innovacions en el camp de la imatge en moviment i va tenir una influència important en la història primerenca del cinema.
Però no només Alice Guy va fer servir aquesta càmera, altres cineastes de l'època també van explorar les seves capacitats, aprofitant la col·laboració entre Demenÿ i Gaumont per produir alguns dels primers experiments cinematogràfics.

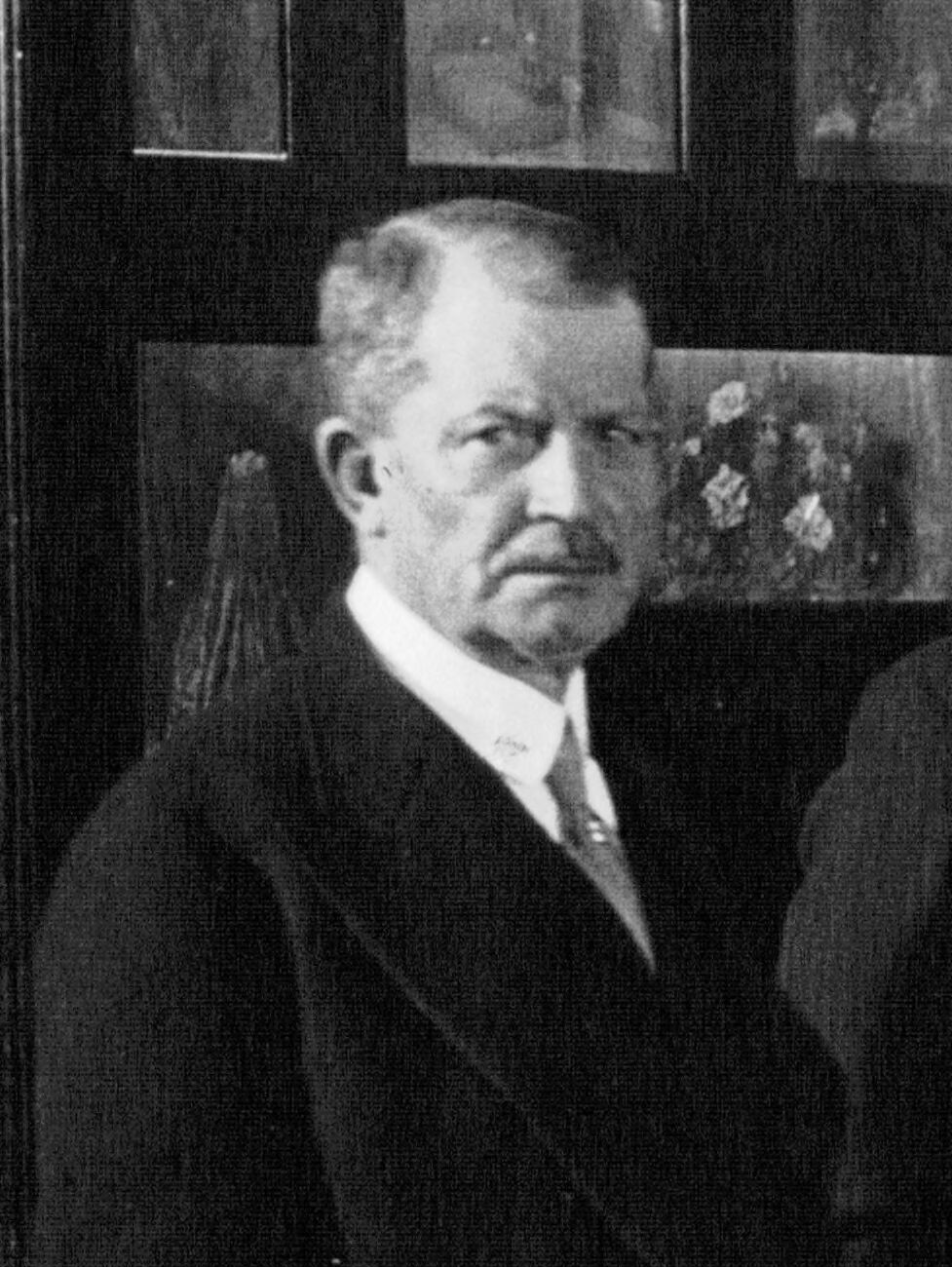
Léon Gaumont